# Guernsey Open
Het Guernsey Open was een jaarlijks golftoernooi voor vrouwen in Guernsey, dat deel uitmaakte van de Ladies European Tour. Het toernooi werd opgericht in 1982 en vond telkens plaats op de Royal Guernsey Golf Club in Vale.

## Winnaressen
Guernsey Open
- 1982:  Dale Reid
- 1983:  Marta Figueras-Dotti
- 1984:  Muriel Thomson
- 1985: Geen toernooi
- 1986: Geen toernooi

James Capel Guernsey Open
- 1987:  Corinne Dibnah
- 1988:  Alison Nicholas